# کارن آبراهامیان
کارن آبراهامیان (انگلیسی: Karen Abrahamyan؛ زادهٔ ۴ دسامبر ۱۹۶۶) سیاست‌مدار اهل جمهوری آرتساخ است.
وی همچنین برندهٔ جوایزی همچون مدال مارشال باقرامیان، مدال گارگین نژده شده‌است.